# Сапронов Сергій Валентинович
Сергі́й Валенти́нович Сапро́нов (нар. 21 жовтня 1961, Чернігів, СРСР) — радянський та український футболіст, відомий завдяки виступам у складі чернігівської «Десни», вінницької «Ниви» та низки інших українських клубів. Після завершення активних виступів перейшов до тренерської діяльності. Очолював жіночий футбольний клуб «Легенда» та жіночі юнацькі збірні України різних віків.

## Життєпис
Сергій Сапронов народився у Чернігові. У віці 18 років почав виступати за місцеву «Десну», у складі якої провів 6 сезонів, виборовши «срібло» чемпіонату УРСР 1982. У 1985 році опинився у розташуванні київського СКА, де відіграв один сезон та перейшов до лав вінницької «Ниви». У 1987 році Сапронов повернувся до Чернігова, де одразу ж став одним з системоутворюючих футболістів «Десни», цементуючи оборону клубу.
У 1992 році Сергій Сапронов отримав цікаву пропозицію від рівненського «Вереса», який щойно здобув путівку до вищої ліги чемпіонату України, однак у Рівному надовго не затримався і вже за два місяці опинився у знайомій йому вінницькій «Ниві», що саме боролася за підвищення у класі. Разом з командою Сапронов виборов «золото» першої ліги та право змагатися у наступному сезоні з найсильнішими командами країни.
Навесні 1995 року Сапронов перейшов до лав «Зірки-НІБАС», однак провів у складі кіровоградського клубу лише дві гри, розпочавши наступний чемпіонат вже у чернівецькій «Буковині». Зрештою, напередодні сезону 1996/97 захисник повернувся до рідної «Десни», де й завершив кар'єру чотири роки потому.
Після завершення активних виступів Сергій Сапронов певний час працював помічником головного тренера чернігівської «Десни», а з 2002 по 2005 рік очолював аматорський футбольний клуб «Ніжин». Протягом 2005–2007 років працював тренером-викладачем СДЮШОР ФСТ «Спартак», очолюючи групу дівчат-футболісток. У 2008 році був призначений на посаду головного тренера жіночого футбольного клубу «Легенда». Двічі поспіль здобував з клубом золоті медалі чемпіонату України (2009, 2010) та двічі привозив до Чернігова «срібло». У 2009 році футболістки «Легенди» зробили «золотий дубль», додавши до чемпіонства ще й Кубок України. Через невдалий старт команди у чемпіонаті 2012 року Сергія Сапронова було звільнено з посади головного тренера «Легенди» за власним бажанням, після чого він повернувся до роботи тренером у ФСТ «Спартак».
У 2013 році Сапронов очолив юнацьку жіночу збірну України (U-15), а наступного року знову повернувся до роботи з чернігівською «Легендою». Втім, друга спроба виявилася не надто вдалою — чернігівські футболістки здобули всього лиш «бронзу» національного чемпіонату та поступилися у фіналі Кубка харківському «Житлобуду-1». Втім, завдяки успішній роботі зі збірною Сергій Сапронов за підсумками сезону потрапив до списку претендентів на звання найкращого тренера у жіночому футболі України.
На початку 2015 року Сергій Сапронов залишив посаду керманича чернігівської «Легенди», поступившись місцем на тренерському містку Володимиру Кулику, а 17 квітня 2015 року на засіданні Виконкому ФФУ його було затверджено головним тренером жіночої юнацької збірної України, складеної з футболісток віком до 17 років.

## Досягнення
Здобутки гравця
- Переможець першої ліги чемпіонату України (1): 1992/93
- Срібний призер першої ліги чемпіонату України (1): 1995/96
- Переможець другої ліги чемпіонату України (1): 1996/97
- Срібний призер чемпіонату УРСР (1): 1982
- Брав участь у чемпіонському (1994/95) сезоні «Зірки-НІБАС» у першій лізі, однак провів лише 2 матчі, чого замало для отримання нагород

Тренерські досягнення
- Чемпіон України серед жінок (2): 2009, 2010
- Срібний призер чемпіонату України серед жінок (2): 2008, 2011
- Бронзовий призер чемпіонату України серед жінок (1): 2014
- Володар Кубка України серед жінок (1): 2009
- Фіналіст Кубка України серед жінок (4): 2008, 2010, 2011, 2014